# Léon Boëllmann
Léon Boëllmann (Ensishein, de Alsacia, 9 de septiembre de 1862-París, 11 de octubre de 1897) fue un compositor y organista francés, autor de obras como la Suite Gothique.
Hijo de un boticario rural, a los 9 años fue aceptado por su talento musical para estudiar en la École Niedermeyer de París, dedicada a la enseñanza de música sacra. Uno de sus profesores fue el organista Eugène Gigout, con cuya hija se casaría más adelante. 

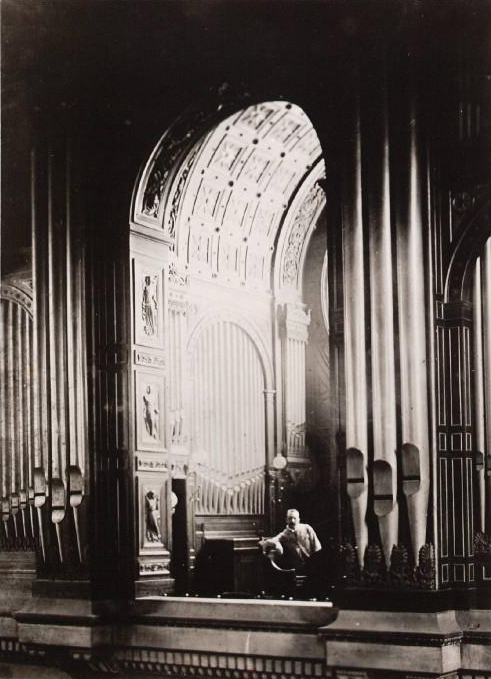
Boëllmann al órgano de San Vicente de Paúl.

En 1881, Boëllmann fue nombrado organiste de choeur de la iglesia parisina de San Vicente de Paúl. En 1887 recibió el cargo de organiste titulaire de la misma iglesia, teniendo a su disposición un gran órgano de Cavaillé-Coll. 
Consumado improvisador en el órgano, Boëllmann publicó unas 65 obras, la mayoría de ellas para órgano o armonio. Entre éstas, hay que destacar la Suite Gothique y su famosa Toccata final; la Deuxiéme Suite, menos conocida, pero de gran valor, y la colección de piezas destinadas a la liturgia Heures Mystiques. También escribió música de cámara y orquestal, en particular para violoncello, por el que sentía predilección. Para este instrumento destacan sus Variations Symphoniques para chelo y orquesta.
También fue crítico musical, oficio que ejerció con varios pseudónimos.
Murió en 1897, probablemente por tuberculosis.